# 馬利奧瓦涅
50°34′55″N 25°29′14″E / 50.58194°N 25.48722°E
馬利奧瓦涅（烏克蘭語：Мальоване），是烏克蘭西北部的村莊，隸屬里夫內州的杜布諾區。該村始建於1763年，面積7.98平方公里，海拔高度226米，2001年人口213，人口密度每平方公里26.7人。